# Ballets Suecos

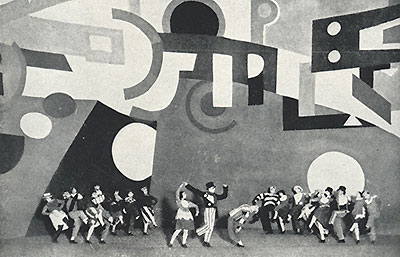
Ballets suédois. Skating Rink 1922.

Los Ballets Suecos («Ballets suédois») fueron una compañía de ballet instalada en París de 1920 a 1925 en el Théâtre des Champs-Élysées, bajo la dirección de un industrial apasionado por la danza, Rolf de Maré.
Nacieron de la separación del coreógrafo y bailarín Michel Fokine de los Ballets Rusos de Serge Diaghilev e intentaron ofrecer al público parisino una diversidad y una riqueza sin duda menos impresionante que el repertorio de los Ballets Rusos, pero no menos innovadora, bajo el impulso de su coreógrafo Jean Börlin.
Trabajando con libretistas como Paul Claudel, Luigi Pirandello, Pär Lagerkvist, Blaise Cendrars, Francis Picabia y Jean Cocteau, los Ballets Suecos fueron un verdadero escaparate literario de la época. Rolf de Maré encargo la música de los ballets à Arthur Honegger, Darius Milhaud, Georges Auric, Erik Satie, Francis Poulenc e incluso a Cole Porter, que compuso uno de los primeros «ballets jazz» de la historia: Within the Quota (1923), con una orquestación de Charles Koechlin. La misma temporada, los Ballets Suecos presentaron La Création du monde de Darius Milhaud, con decorados de Fernand Léger.
De los decorados y vestuario se encargaron artistas de la talla de Giorgio de Chirico, Paul Colin, Pierre Bonnard, y sobre todo Fernand Léger. 
El mayor éxito de los Ballets Suecos fue, sin duda, Le Marchand d'oiseaux de Germaine Tailleferre, que fue programado más de trescientas veces durante tres temporadas y cuya obertura fue reestrenada por Serge Diaghilev para los entreactos de los Ballets Rusos. Para el estreno del ballet Relâche de Satie, René Clair rodó la película Entr'acte.
En cuatro años, Jean Börlin firmó 24 coreografías, de las que muchas fueron incomprendidas por el público, tanto más cuanto que ponían en cuestión la definición misma de la danza. Los críticos le reprocharon incluso no «danzar». Pero esta nueva filosofía será plenamente integrada en la danza moderna solo algunos años más tarde. 
| Año  | Obra                                          | Compositor                                       | Escenografía y diseño      |
| ---- | --------------------------------------------- | ------------------------------------------------ | -------------------------- |
| 1920 | Divertissement                                | varios compositores                              |                            |
| 1920 | Jeux.                                         | Claude Debussy                                   | Bonnard/Lanvin             |
| 1920 | Iberia.                                       | Isaac Albéniz orquestado por D.E. Inghelbrecht   | Steinlen                   |
| 1920 | Nuit de st Jean.                              | Hugo Alfvén                                      | Dardel                     |
| 1920 | Derviches.                                    | Alexander Glazounov                              | Mouveau                    |
| 1920 | Maison de fous.                               | V. Dahl                                          | Lagerkvist/Dardel          |
| 1920 | Le Tombeau de Couperin.                       | Maurice Ravel                                    | Laprade                    |
| 1920 | El Greco.                                     | Désiré-Emile Inghelbrecht                        | Mouveau                    |
| 1920 | Les Vierges folles.                           | Kurt Atterberg                                   | Nerman                     |
| 1920 | Chopiniana.                                   | Chopin arreglado por E. Bigot                    |                            |
| 1921 | La Boîte à joujoux.                           | Claude Debussy                                   | Hellé                      |
| 1921 | L'Homme et son désir (según Paul Claudel).    | Darius Milhaud                                   | Parr                       |
| 1921 | Les Mariés de la tour Eiffel.                 | Groupe des Six                                   | Jean Cocteau//Lagut/Hugo), |
| 1921 | Dansgille.                                    | E. Bigot                                         |                            |
| 1922 | Skating Rink.                                 | Arthur Honegger                                  | Canudo//Fernand Léger      |
| 1923 | Marchand d'oiseaux.                           | Germaine Tailleferre                             | Perdriat                   |
| 1922 | Offerlunden.                                  | A. Haquinius                                     | Hallstrom                  |
| 1923 | La Création du monde (según Blaise Cendrars). | Darius Milhaud                                   | Fernand Léger              |
| 1923 | Within the quota.                             | Cole Porter con orquestación de Charles Koechlin | Murphy                     |
| 1924 | Le Roseau.                                    | D. Lazarus                                       | Alexeieff                  |
| 1924 | Le Porcher.                                   | Pierre-Octave Ferroud                            | Andersen                   |
| 1924 | La Jarre (según Luigi Pirandello).            | Alfredo Casella                                  | Giorgio de Chirico         |
| 1924 | Le tournoi singulier.                         | Roland Manuel                                    |                            |
| 1924 | Relâche.                                      | Erik Satie                                       | Francis Picabia/René Clair |

- Datos: Q2608836
- Multimedia: Ballets suédois / Q2608836